# まえばしバナナ
まえばしバナナ（まえばしばなな）は、群馬県前橋市で生産されるバナナのブランド名。道の駅まえばし赤城（群馬県前橋市田口町）の敷地内で生産・販売される。品種はグロスミッシェル。

## 沿革
まえばしバナナ誕生のきっかけは、道の駅まえばし赤城を運営する株式会社ロードステーション前橋上武（前橋市田口町）が県産のリンゴのような名物フルーツを作れないかと模索するなかで、イチゴ栽培で実績がある生産者・小淵充に相談し、バナナを選んだことにある。前橋市の年平均気温は15.0度で、1年のうち半年ほど晴天の多い月が続くという気象条件を踏まえ、バナナの生育は可能と判断した。バナナを選んだのは、日本人が多く消費するフルーツで、国内自給率が極めて低い（0.1％程度）ことから。駅長・星野圭佑による「自前で極上の無農薬バナナを栽培し売りだそう」という発言が残っている。
生産者が栽培から商品開発、販路拡大まで担えるようにと道の駅と小淵がタッグを組み、2023年3月から無農薬で栽培を開始。8棟（計1900平方メートル）のハウスに354本のバナナの苗を植えた。バナナの葉を1枚ずつ水で洗ったり（虫が嫌う）酢をかけたりと、害虫との苦闘はイチゴとは勝手が違った。また、作業のミスで2棟分のバナナを全滅させたこともあった。
残り6棟のバナナは順調に育ち、2023年12月2日、初めての販売を行う。初日に販売した110本は27分で売り切れた。収穫と販売はほぼ同時期に行われる。バナナが緑色から黄色になり始めるとすぐに採って直売する。小淵も「新鮮で濃厚な甘さを味わえる」と太鼓判を押す（共同通信の報道による）。
小淵は「グロスミッシェルは、ねっとりした食感と強い甘みが特徴。この取り組みを通してバナナ栽培に挑戦したいという仲間が増えれば」と期待する。副駅長・鈴木康宏は「『前橋と言えばバナナ』というイメージの広がりに期待している。今後もバナナを中心とした加工品や土産品を展開していく」と上毛新聞の取材に対し話した。
グロスミッシェルは高級品種で30度以上の糖度を持ち、これは一般的なフィリピン産バナナの1.5倍に相当する。ハウス全体で1年あたり8万5000本の実を付ける。バナナは年2回収穫できるので毎年17万本が販路に乗る。

## 小淵充
小淵充（おぶち みつる、1982年 - ）は、群馬県渋川市のイチゴ農家。
1982年、生まれる。農家になる前は会社員の経験もある。30歳のときにイチゴ農園「ふぁーむらぼ」（渋川市）を開業。
2023年3月、道の駅まえばし赤城の敷地内にバナナの農園「Banana Freaks Maebashi(バナナフリークスマエバシ)」を開業、栽培を開始。